# Vrindavan Film Studios
Vrindavan Film Studios è un film del 1995 diretto da Lamberto Lambertini.
La pellicola è una coproduzione italo-indiana e ha tra i protagonisti Mohan Agashe e Paolo Graziosi.

## Trama
In India all'interno dei Vrindavan Film Studios, nel Bengala, a nord di Calcutta, uno scrittore italiano, Francesco, che ha scritto la sceneggiatura di un film, traendola dal Kathasaritsagara (un libro di racconti mitologici indiani antichissimi) insieme a Gautam, un regista indiano, decide di realizzare una pellicola su una di tali favole, enigmatica e paradossale, che racconta di due amici inseparabili, Ravindra e Shankar, un'unica mente e un solo cuore, i quali si trovano un giorno davanti a un fatto nuovo: uno di loro si è innamorato della bella Radha. Per il matrimonio l'amico lo assiste sollecito nel corso delle varie pratiche e cerimonie, e infine lo accompagna a un pellegrinaggio verso un lontano santuario della dea Kalì. L'amico appena sposato prega l'altro e la moglie di attenderlo qualche minuto, perché vuole entrare nel tempio un attimo a pregare da solo. Una volta davanti alla dea, preso di soprassalto da fanatismo religioso, decide di offrirsi in sacrificio alla dea Kalì: afferrata una spada sacrificale, si taglia la testa. Non vedendo tornare il marito, la moglie prega l'amico di andarlo a cercare. Ma questi, vedendo l'amico morto, si taglia a sua volta la testa. Durante la notte la sposa accende un lume e si avvia al tempio, preoccupata.